# Schistoglossa pelletieri

Schistoglossa pelletieri  (лат.) — вид коротконадкрылых жуков из подсемейства Aleocharinae. Канада.

## Распространение
Встречается в провинции Нью-Брансуик (Канада).

## Описание
Мелкие коротконадкрылые жуки, длина тела 3,3 — 3,5 мм. Основная окраска тёмно-коричневая (ноги светлее). Большинство взрослых особей этого вида были найдены на побережье реки среди растительного мусора и булыжников. Взрослые были собраны в период с июня по июль. От близких видов своего рода отличается более крупными размерами, относительно мелкой головой и формой гениталий.  
Вид был впервые описан в 2016 году канадскими энтомологами Яном Климашевским (Jan Klimaszewski; Laurentian Forestry Centre, Онтарио, Канада) и Реджинальдом Вебстером (Reginald P. Webster). Видовое название дано в честь биолога Georges Pelletier, участника многих совместных энтомологических проектов.